# Carl Kress

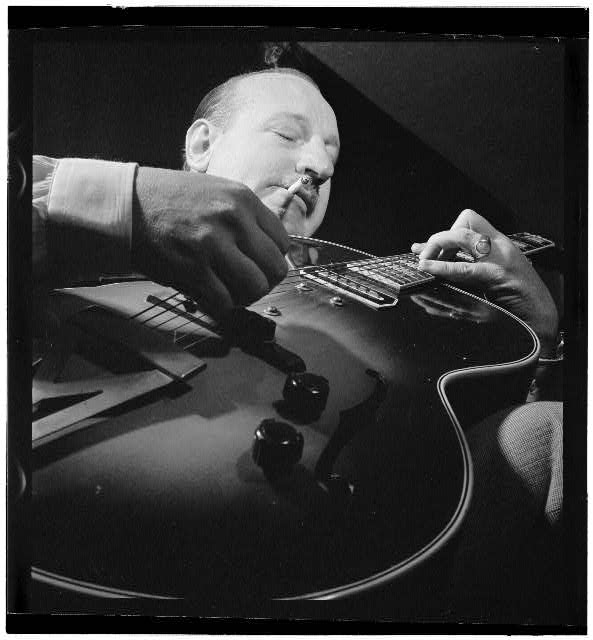
Carl Kress (um 1947). Fotografie von William P. Gottlieb.

Carl Kress (* 20. Oktober 1907 in Newark, New Jersey; † 10. Juni 1965 in Reno, Nevada) war ein US-amerikanischer Jazz-Gitarrist des Oldtime Jazz und des Swing. Er gehört mit Eddie Lang zu den Pionieren der Jazzgitarre.

## Leben
Carl Kress startete seine Karriere 1926 bei den Little Ramblers und im Orchester von Paul Whiteman und wurde ab 1927 ein bekannter Jazzgitarrist, als er bei Plattenaufnahmen von Bix Beiderbecke, Miff Mole, den Dorsey Brothers, Frankie Trumbauer und Adrian Rollini mitwirkte. Er nahm auch Gitarren-Duette auf, insbesondere mit Eddie Lang (Feeling My Way, Pickin' My Way 1933) und mit Dick McDonough (Danzon und Stage Fright, 1934). In dieser Zeit war Kress auch Teilhaber des legendären Onyx-Clubs auf der 52nd Street in New York. In den 1930er Jahren war Kress vorwiegend bei Radiostationen beschäftigt; später war er auch für das Fernsehen tätig. Außerdem nahm Kress Schallplatten mit Muggsy Spanier 1944, Pee Wee Russell 1945, Bobby Hackett und Tommy Dorsey 1949 und Pearl Bailey auf. Weiterhin wirkte er im Gordon Jenkins Orchester als Begleiter von Louis Armstrong und spielte Banjo im Trio von Clarence Hutchenrider. Er starb während einer Tournee mit George Barnes an einem Herzinfarkt.